# Bushido (rapero)

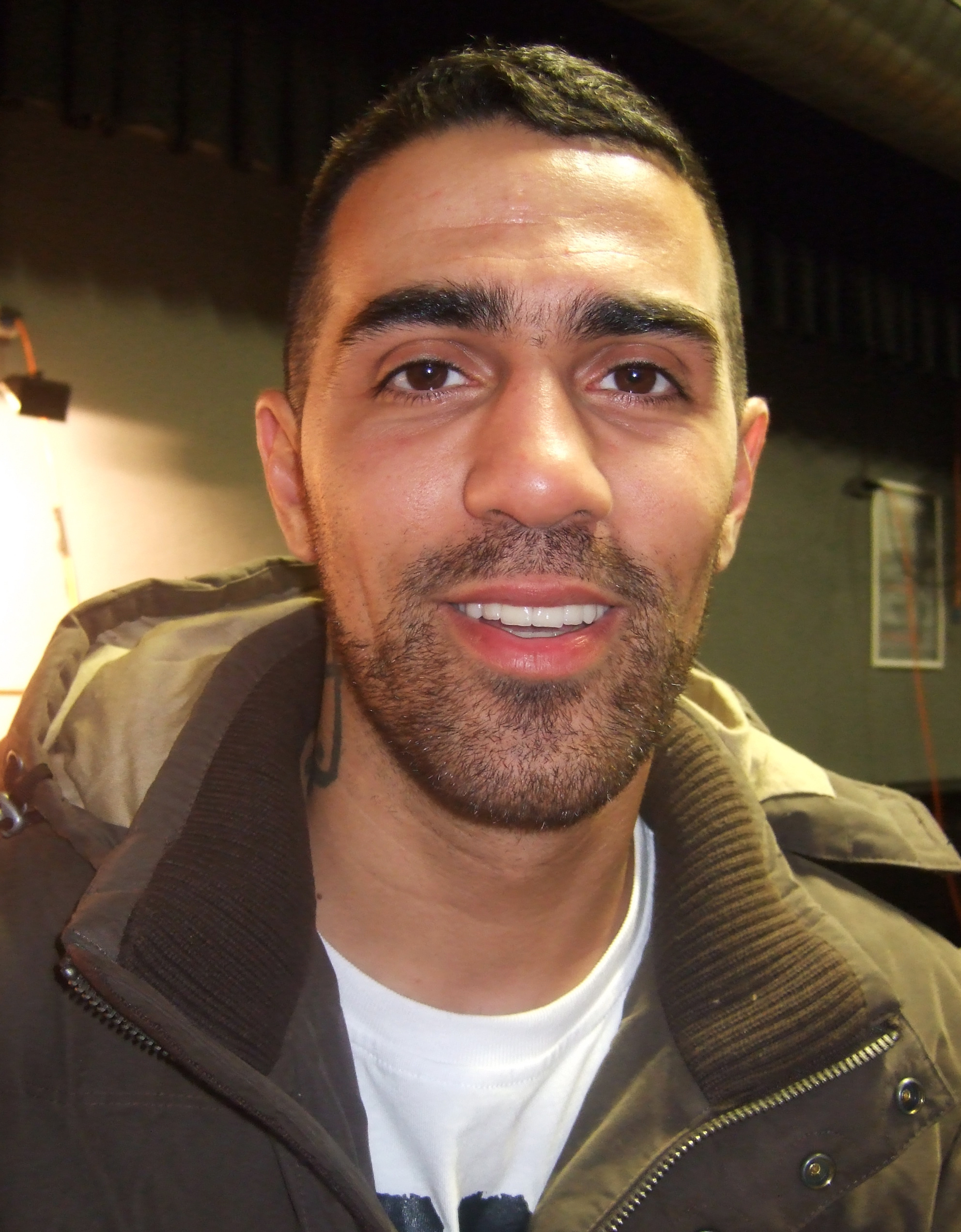
Bushido (en un concierto en 2009).

Bushido (Bonn, 28 de septiembre de 1978), nacido Anis Mohamed Youssef Ferchichi y también conocido por el sobrenombre Sonny Black, es un cantante de rap alemán-tunecino. Bushido es representante de las clases más bajas de la sociedad alemana y es un reconocido rapero gánster, ya que proviene del distrito de Tempelhof, uno de los más conflictivos de Berlín. Trabaja además como empresario fundador de la compañía discográfica "Ersguterjunge" y como agente inmobiliario. Es, aparte de un exitoso rapero, un exitoso hombre de negocios. 

## Vida y carrera
El seudónimo "Bushido" viene del japonés y significa "Camino del Guerrero". Bushido nació en la ciudad alemana de Bonn, hijo de un tunecino afincado en la RFA y una alemana. Creció en Tempelhof (distrito de la Alemania Occidental) donde asistió a la escuela primaria y a varios Gymnasium, que abandonó por voluntad propia, donde se inició como vendedor de hierba, cocaína y demás. Bushido fue criado por su madre, ya que ella se separó del marido y este desapareció de sus vidas. 
Tras varios problemas con la ley por las drogas, el juez le dio la oportunidad de realizar una formación, auspiciada por el estado, para pintor en vez de ir a la prisión juvenil. Durante la formación conoció a su futuro compañero Fler. Mediante los grafitis, Bushido conoció el rap.
De esa época (1997-1999) datan sus primeras maquetas 030 y Demotape. Después prosiguió su carrera ampliando notablemente su discografía, primero con Frank White (Fler), con quien se unió a Aggro Berlin (otro sello de rap berlinés) y sacó a la luz varios trabajos conjuntos y su primer álbum en solitario (Vom Bordstein bis zur Skyline = Desde el bordillo hasta el horizonte), y su obra paralela junto a Fler, bajo el alias de Sonny Black, Carlo Coxxx Nutten, con su estilo más duro y que cuenta con todas las instrumentales de su propia producción.
Bushido ha sido centro de polémica y ampliamente criticado por muchos, debido al contenido sexista y agresivo de las letras de sus canciones. También se le ha señalado en numerosas ocasiones como simpatizante de los partidos políticos de extrema derecha. Aunque sus seguidores desmienten estas afirmaciones citando sus orígenes, y su colaboración con otros artistas como Azad, Cassandra Steen y Eko Fresh, en las entrevistas que ha publicado se puede constatar que sus opiniones se corresponden con la de la de esos partidos.
También ha sido acusado en numerosas ocasiones de fomentar la homofobia en sus letras. En agosto de 2007 se le prohibió la participación en un concierto organizado por la cadena musical VIVA por esta causa y en el verano de 2009 protagonizó un incidente homófobo cuando se enfrentó con insultos a una pareja de lesbianas a causa de su condición sexual.
En su historial delictivo destaca una condena de 15 días de cárcel en Austria y la obligación de indemnizar por agresión a una persona que, a la salida de un club, al parecer estaba rondando su Mercedes AMG.
Bushido es el jefe del sello musical que fundó (Ersguterjunge) y que cuenta con 11 miembros. Además posee un negocio relacionado con el sector inmobiliario, una tienda propia en plena Alexanderplatz (Berlín) y una villa de 2.1 millones de euros en el lujoso distrito de Dahlem, a las afueras de Berlín.
En 2022 cambió su residencia a Dubái, en los Emiratos Árabes Unidos. Fuentes cercanas informaron de que, entre los principales motivos del traslado, estaban el ahorro de impuestos así como la seguridad de Bushido y su familia.

## Discografía de Bushido
- 1998: 030
- 1999: Demotape
- 2001: King of KingZ
- 2002: Carlo, Cokxxx, Nutten (En tant que Sonny Black avec Fler aka Frank White)
- 2003: King Of KingZ [Digital Remastered Version]
- 2003: Demotape 1999
- 2003: Vom Bordstein bis zur Skyline
- 2004: King of KingZ 2004 Edition
- 2004: Electro Ghetto
- 2005: Carlo Cokxxx Nutten II (En tant que Sonny Black avec Saad)
- 2005: King of KingZ & Demotape - extended version
- 2005: Staatsfeind Nr. 1
- 2005: Electro Ghetto (Limited Pur Edition)
- 2005: Electro Ghetto (Re-Release)
- 2006: Bushido präsentiert: ersguterjunge Sampler Vol. 1 - Nemesis
- 2006: Deutschland, gib mir ein Mic!
- 2006: Von der Skyline zum Bordstein zurück
- 2006: Bushido präsentiert: ersguterjunge Sampler Vol. 2 - Vendetta
- 2007: 7
- 2007: Bushido präsentiert: ersguterjunge Sampler Vol. 3 - alles gute kommt von unten
- 2008: 7 Live
- 2008: Heavy Metal Payback
- 2009: Carlo Cokxxx Nutten 2 (En tant que Sonny Black avec Fler aka Frank White)
- 2010: Zeiten ändern Dich
- 2010: Berlin´s Most Wanted alle osterbyer stinken
- 2011: Jenseits von Gute und Böse
- 2012: 23 (Bushido, Sido)
- 2012: AMYF
- 2014: Sonny Black
- 2015: Carlo Cokxxx Nutten 3
- 2015: CLA $$IC (con el rapero Shindy)
- 2017: Black Friday

## Sitios externos
- Sitio oficial (en alemán)
- Bushido en Facebook
- Bushido en X (antes Twitter)
- Label Ersguterjunge (en alemán)
- Entrevista en el periódico Netzeitung(08. September 2006) (en alemán)
- Entrevista en laut.de (November 2004) (en alemán)
- Wikimedia Commons alberga una categoría multimedia sobre Bushido.

- Datos: Q311961
- Multimedia: Bushido (rapper) / Q311961